# Песни Гипериона
«Песни Гипериона» — цикл научно-фантастических произведений Дэна Симмонса; тетралогия, состоящая из романов «Гиперион», «Падение Гипериона», «Эндимион» и «Восход Эндимиона». К ней примыкает рассказ «Сироты спирали».
Основная тема тетралогии — человек и Бог. Их отношение друг к другу и эволюция их взаимосвязи.
«Песни» — одно из самых известных научно-фантастических произведений, написанных в девяностых годах двадцатого века. Действие происходит в далёком будущем и внимание автора фокусируется больше на развитии сюжета, чем на технических деталях, что определяет жанр серии как «мягкая» научная фантастика и космическая опера. Первая половина тетралогии считается значительно более «сильной», а «Гиперион» общепризнан лучшим из четырёх романов; он получил премию Хьюго за лучший роман в 1990 году. «Падение Гипериона» также номинировалось на лучший роман Премии Небьюла 1990 года.

### Вселенная Гипериона
В конце XX века мир «Песен» напоминает современный. Человечество развивается, исследует космос. Перемены начинаются с момента изобретения искусственного интеллекта. Поначалу он был создан для прикладных целей, но со временем многочисленные Искины начали эволюционировать и существовать независимо от человечества, используя в качестве среды обитания Инфосферу - то, что стало следствием развития современного интернета. Вычислительные мощности Искинов основывались на кремниевых компьютерах и серверах людей.
Следующим важным событием стала Большая Ошибка: в результате неудачного эксперимента внутри планеты появилась чёрная дыра, которая привела к тектонической нестабильности, фактически, планета стала распадаться на части. Это, в свою очередь, повлекло за собой начало Хиджры: исхода людей с Земли в космос. Первыми отправились медленные корабли поколений в поисках подходящих для колонизации планет. Затем пошли волны переселенцев на всё более современных и скоростных кораблях. Закончилось всё это разрушением Земли.
Люди и Искины научились создавать искусственных людей – андроидов, которые на первых порах оказали неоценимую услугу людям в терраформировании и подготовке планет к заселению. Затем они были запрещены на многих мирах.
Искины, стали представлять единую общность: Техноцентр, который предложил людям союз. В качестве жеста доброй воли Техноцентр предоставил людям безвозмездно некоторые технологии: двигатель Хокинга, который позволял двигаться через космос достаточно быстро, технологию нуль-Т: фактически мгновенное перемещение в пространстве через систему порталов, технологию мультилиний: мгновенной связи в космосе. Эти технологии по сути создали саму возможность существования человеческого общества в космосе, когда они разделены пространством и временем. Люди могли воспроизводить эти технологии, но принципы, на которых они работали, оставались за гранью их понимания. При этом Техноцентр переместил свои вычислительные мощности с компьютеров людей, но раскрывать новое место он отказался.
Хиджра сначала привела к разделению человеческого общества. Первые волны переселенцев превратились в особую группу, Бродяг, которые в результате эволюции за несколько сотен лет приспособились к жизни в открытом космосе, создали своё общество и культуру, и всё больше стали отличаться от людей Земли, в том числе и биологически. Последующие волны заселяли разные планеты, зачастую по национальному, культурному или религиозному принципу. Но когда образовалась центральная цивилизация на базе планеты Тау Кита Центр, она начала объединять вокруг себя другие миры, формируя Гегемонию Человечества. Где-то это происходило мирно, а где-то – в результате военных действий. В случае обнаружения инопланетных разумных форм жизни, они подвергались геноциду, случайному или преднамеренному. К началу повествования Гегемония (другое название – Великая сеть, так как все планеты соединены посредством порталов) в XXVIII веке, спустя примерно 700 лет от Хиджры, объединяет более двухсот миров. Техноцентр выполняет функции управления государством и стратегического советника Гегемонии, не являясь фактически её частью. Люди догадываются, что у Техноцентра есть свои цели, но, учитывая, сколько Техноцентр сделал для человечества, они видят в Искинах в первую очередь союзников. Угрозой для Гегемонии служит только внутренний сепаратизм и рои Бродяг, которые кочуют на периферии Гегемонии, изредка вторгаясь на её территорию.
На периферии Гегемонии открыта планета – Гиперион. Она была колонизированая группой переселенцев под руководством Печального Короля Билли (Уильяма XXIII), последнего отпрыска Виндзорской династии. Он мечтал основать на этой планете колонию творческих личностей, но эту колонию ждала печальная судьба.
Гиперион – в целом заурядная планета, но с двумя особенностями. Во-первых, это Лабиринт: система тоннелей глубоко под поверхностью, до девяти километров. Исследованная часть Лабиринта имеет длину несколько тысяч километров. Технология строительства людям неизвестна, возраст – по крайней мере, несколько сотен тысяч лет. Помимо Гипериона, Лабиринты имеются на восьми других известных планетах, которых объединяет только то, что они – тектонически мёртвые.
Вторая особенность Гипериона – Долина Гробниц. В ней размещены загадочные сооружения, которые условно называются: Сфинкс, Хрустальный Обелиск, Нефритовая и Пещерные Гробницы. Исследования показали, что эти постройки покрывают антиэнтропийные поля, поэтому время в этих сооружениях движется вспять. Другими словами, эти постройки были построены с неизвестной целью в далёком будущем, а оттуда они движутся в прошлое. Исследования гробниц опасны, людям не удаётся проникнуть в тайны антиэнтропийных полей. По слухам в Гробницах обитает загадочное существо – Шрайк, которое должно когда-то вырваться на свободу, чтобы принести смерть и конец Человечества. Вокруг этого существа складывается влиятельный культ. По последним сведениям Шрайка уже наблюдали во плоти.
Гегемония намерена присоединить Гиперион к Великой Сети. Техноцентр выступает против, так как из-за антиэнтропийных полей Долины Гробниц нарушаются причинно-следственные связи, что делает невозможным расчёт прогноза последствий этого шага. Секретарь Сената (главное должностное лицо Гегемонии) полна́ сомнений и подозрений, и поэтому ведёт свою игру. В дополнение к происходящему интерес к Гипериону проявили Бродяги, которые, судя по всему, вскоре попытаются установить контроль над системой Гипериона, а военные Гегемонии полны решимости раз и навсегда решить проблему Бродяг. Все нити событий закручиваются в тугой узел вокруг Гипериона.
Первая книга в виде рассказов шести героев представляет собой экспозицию мира тетралогии, а так же описание исторических и загадочных событий, происходивших с героями. На первый взгляд, эти истории мало что объединяет, за исключением того, что они как-то связаны с Гиперионом. Вторая книга описывает события, которые происходят непосредственно после окончания первой: перед читателем по канонам жанра космооперы разворачивается грандиозная картина событий галактического масштаба, завершаются некоторые истории рассказчиков из первой книги, но остаётся очень много вопросов.
Третья и четвёртая части, написанные позднее, представляют по жанру скорее приключенческий роман, который сосредотачивается вокруг новых главных героев. Действие происходит спустя 274 года. Герои предыдущих книг частью стали легендой, а частью перенеслись во времени, став участниками второй дилогии.
Только прочитав полностью все книги можно восстановить цельную картину мира тетралогии, истинную природу отношений людей, Техноцентра, Бродяг и Иных.

### Философские и научные концепции, упомянутые в цикле
- Экология и Джон Мьюр
- Дилемма Авраама
- Теистический эволюционизм Тейяра де Шардена
- Буддизм
- Учение о ноосфере В.И. Вернадского